# Daisuke Asahi
Daisuke Asahi (japanisch 朝日 大輔 Asahi Daisuke; * 26. Juli 1980 in der Präfektur Hiroshima) ist ein japanischer Fußballspieler.

## Karriere
Asahi erlernte das Fußballspielen in der Universitätsmannschaft der Kokushikan-Universität. Seinen ersten Vertrag unterschrieb er 2003 bei YKK AP (heute: Kataller Toyama). Der Verein spielte in der dritthöchsten Liga des Landes, der Japan Football League. Am Ende der Saison 2008 stieg der Verein in die J2 League auf. Am Ende der Saison 2014 stieg der Verein in die J3 League ab. Ende 2015 beendete er seine Karriere als Fußballspieler.